# Dorothy Bohmová
Dorothy Bohmová (nepřechýleně Dorothy Bohm; 22. června 1924, Königsberg – 15. března 2023) byla britská fotografka německého původu se sídlem v Londýně, známá díky portrétům, pouliční fotografii, průkopnickým barevným fotografiím Londýna a Paříže; je považována za jednu z nejúspěšnějších britských fotografek.

## Životopis
Bohmová se narodila jako Dorothea Israelit v červnu 1924 v Königsbergu ve Východním Prusku (nyní Kaliningrad, Rusko), do německy mluvící rodiny židovsko-litevského původu. Od roku 1932 do roku 1939 žila se svou rodinou v Litvě, nejprve v Memelu (nyní Klaipėda) a později v Šiauliai. V roce 1939 byla poslána do Anglie, aby unikla nacismu: nejprve do internátní školy v Ditchlingu v Sussexu, ale brzy do Manchesteru, kde již studoval její bratr, a kde potkala Louise Bohma (za kterého se v roce 1945 provdala).
Bohmová studovala fotografii na Manchester Municipal College of Technology, kde získala diplom; získala také certifikát ve fotografii od City and Guilds. Čtyři roky pracovala pod fotografem Samuelem Cooperem, než si v roce 1946 založila vlastní portrétní Studio Alexander s použitím své nom de guerre Dorothy Alexander. (V roce 1958 studio prodala. ) Ukázky z tohoto raného portrétního díla byly vystaveny o několik desetiletí později.
Manžel Bohmové pracoval pro petrochemickou společnost, která ho nutila cestovat po světě. V roce 1947 uskutečnila první z několika návštěv Paříže, kde žila se svým manželem v letech 1954 až 1955. V 50. letech žila také v New Yorku a San Franciscu, v roce 1956 odcestovala do Mexika, kde poprvé fotografovala barevně. Od roku 1956 žila v Hampsteadu
Koncem padesátých let Bohmová opustila studiové portrétování ve prospěch pouliční fotografie, ale stále pracovala převážně v černobílé fotografii; v roce 1980 ji André Kertész přesvědčil, aby experimentovala s barvami, což dělala dva roky pomocí instantního fotoaparátu Polaroid SX-70. Od roku 1984 používala barevný negativní film, od roku 1985 pracovala výhradně v barvě.
Toto autorčino rané dílo popsala Monica Bohmová-Duchenová jako „humanistickou pouliční fotografii, zachycující okamžik způsobem Henriho Cartiera-Bressona “, zatímco „lidé jsou často překvapeni mládím a živostí jejích barevných prací. Zaměřuje se na fragmenty městské krajiny ... které jsou jinak přehlíženy. Tyto fotografie mají abstraktní kvalitu; je zde záměrná prostorová nejednoznačnost a vy si nejste zcela jisti, na co se díváte. Ale nic není zmanipulováno – stále pracuje pouze s filmem.“
Velká výstava v Institutu současného umění v roce 1969 s názvem Spectrum a sestávající z hlavní výstavy nazvané Žena a čtyř menších výstav zobrazujících fotografie Bohmové, Dona McCullina, Tonyho Ray-Jonese a Enza Ragazziniho vyvolala odezvu veřejnosti, která jednoho z organizátorů povzbudila. Sue Davies se odhodlala k založení první britské fotografické galerie, The Photographers' Gallery, která byla otevřena v roce 1971. Výstava Bohmové se jmenovala People at Peace a řekla " Fotografuji pokorné, anonymní - ty, kteří jsou spontánní a zrcadlí nás všechny ". Bohmová byla později známá jako zástupkyně ředitele galerie.
Bohmová v roce 1974 navštívila na pět týdnů Jižní Afriku, později vystavovala fotografie tam pořízené v galerii fotografů v dubnu 1975. S Helenou Kovacovou také v roce 1998 založila Focus Gallery for Photography; galerie byla uzavřena v roce 2004. V listopadu 2009 jí bylo uděleno čestné stipendium Královské fotografické společnosti.
Bohmová měla dvě dcery, z nichž jedna, Monica Bohmová-Duchenová, je historička umění a kurátorka.

Bohmová o své práci řekla:
Fotografie naplňuje mou hlubokou potřebu zastavit mizení věcí. Dělá pomíjivost méně bolestivou a zachovává si něco ze zvláštní magie, kterou jsem hledala a našla. Snažila jsem se vytvořit řád z chaosu, najít stabilitu v plynutí a kráse na těch nejnepravděpodobnějších místech.
Bohmová zemřela v Londýně dne 15. března 2023 ve věku 98 let

## Publikace
- Dorothy Bohmová. A World Observed (Pozorovaný svět), Londýn: Hugh Evelyn, 1970. Úvod: Roland Penrose.
- Dorothy Bohmová a Ian Norrie. Hampstead: Londýn Hill Town. Londýn: Wildwood House, 1981. ISBN 0704530600.
- Ian Norrie a Dorothy Bohmová. A Celebration of London, Walks around the Capital (Oslava Londýna, procházky po hlavním městě). Londýn: André Deutsch, 1984. ISBN 0233975012
  - Walks around London: A Celebration of the Capital. Londýn: André Deutsch, 1986. ISBN 0233978534
- Dorothy Bohm Photographs (Fotografie Dorothy Bohmové). Jeruzalém: Izraelské muzeum, 1986. Text: Nissan Perez. ISBN 9652780499 Pouze černobílé snímky z výstavy, která obsahovala černobílé i barevné snímky.
- Dorothy Bohmová. Egypt. Londýn: Thames & Hudson, 1989. ISBN 0500541507 Předmluva: Lawrence Durrell a text: Ian Jeffrey.
- Dorothy Bohmová. Venice (Benátky). Londýn: Thames & Hudson, 1992. ISBN 050054171X Text: Ian Jeffrey.
- Dorothy Bohmová. Colour Photography 1984–94 (Barevná fotografie). Londýn: The Photographers' Gallery, 1994. ISBN 0907879446 Text: Ian Jeffrey.
- Dorothy Bohmová. Sixties London (Londýn šedesátých let). Londýn: Lund Humphries / The Photographers' Gallery, 1996. ISBN 0853316996 Texty: Amanda Hopkinson a Ian Jeffrey.
- Dorothy Bohmová. Walls and Windows (Stěny a okna). Londýn: Lund Humphries; Bath: The Royal Photographic Society, 1998. ISBN 0853317186 Texty: Mark Haworth-Booth a Monica Bohmová-Duchenová.
- Dorothy Bohmová. Inside London (Uvnitř Londýna). Londýn: Lund Humphries / The Photographers' Gallery, 2000. ISBN 0853317801. Texty: Martin Harrison a Jessica Duchenová.
- Dorothy Bohmová. Breaks in Communication (Přestávky v komunikaci). Göttingen: Steidl, 2002. ISBN 3882438134 Text Martin Harrison.
- Mátyás Sárközy a Dorothy Bohmová. Albion köd nélkül. Pécs: Jelenkor Kiadó, 2004. ISBN 9636763577
- Dorothy Bohm. Un Amour de Paris. Paříž: Paris Musées, 2005. ISBN 2879008964 Texty: Mark Haworth-Booth, Lynne Woolfson a Françoise Reynaud.
- Dorothy Bohmová. Ambiguous Realities by Dorothy Bohm (Nejednoznačné reality od Dorothy Bohmové). Ben Uri Gallery and Museum, 2007. ISBN 978-0900157103
- Dorothy Bohmová. Ambiguous Realities: Colour Photographs by Dorothy Bohm (Nejednoznačné reality: barevné fotografie od Dorothy Bohmové). Londýn: Ben Uri Gallery, 2007. ISBN 0900157100 Text: Monica Bohmová-Duchenová.
- David Hawkins, ed. A World Observed, 1940–2010: Photographs by Dorothy Bohm. (Pozorovaný svět, 1940–2010: Fotografie Dorothy Bohmové.) Londýn: Philip Wilson; Manchester: Manchester Art Gallery, 2010. ISBN 0856676888, ISBN 0901673765. Texty: Monica Bohmová-Duchen, Colin Ford a Ian Jeffrey.
- Dorothy Bohmová. About Women. (O ženách), Stockport, Cheshire: Dewi Lewis, 2016. ISBN 978-1-907893-81-0

## Výstavy

### Samostatné
- 1969 People at Peace, část Four Photographers in Contrast (s Donem McCullinem, Tony Ray-Jonesem a Enzem Ragazzinim ) na Institute of Contemporary Arts v Londýně.
- 1976 Výstava londýnských fotografií v ll Diaframma Gallery, Milán.[13] Menší verze této výstavy byla také vystavena v galerii Marjorie Neikrug v New Yorku.[13]
- 1976 Impressions of South Africa v The Photographers' Gallery v Londýně.[13]
- 1981 A Sense of Place, retrospektivní výstava v Camden Arts Center, Londýn.[13]
- 1984 Výstava Polaroidových snímků Londýna v Contrast Gallery v Londýně.[13]
- 1986 Retrospektiva v Izraelském muzeu v Jeruzalémě s katalogem vydaným muzeem.[13]
- 1994 Dorothy Bohmová: Barevná fotografie 1984–94, The Photographers' Gallery, Londýn, s katalogem vydaným galerií.[13]
- 1997 Výstava fotografií z Londýna šedesátých let v Muzeum Londýna.
- 1998 Stěny a okna, výstava barevných fotografií 1994–1998 v Royal Photographic Society, Bath a Royal National Theatre, Londýn, s doprovodnou knihou nakladatelství Lund Humphries.[13]
- 1998 Výstava zátiší v Artmonsky Arts v Londýně.[13]
- 1999 Retrospektiva v Focus Gallery (Londýn).[13]
- 1999 Color Photographs (Barevná fotografie), Focus Gallery (Londýn).[13]
- 2002 Výstava maďarských fotografií v Maďarském kulturním institutu v Londýně.[13]
- 2002 Výstava velkých barevných fotografií z Breaks in Communication ve Victoria and Albert Museum a Focus Gallery v Londýně.[13]
- 2003 Výstava fotografií Hampsteadu v Hampstead Museum v Londýně.[13]
- 2005 Fotografie Mexika v The Photographers' Gallery, Londýn.[13]
- 2005 Un Amour de Paris, velká retrospektiva pařížských fotografií 1947–2003, Musée Carnavalet, Paříž,[13] doplněný katalogem v angličtině a francouzštině nakladatelství Paris Musées.
- 2005 Výstava historických černobílých snímků Londýna a Paříže, The Photographers' Gallery, Londýn.
- 2006 Menší verze výstavy Musée Carnavalet Paris vystavená v Das Verborgene Museum, Berlín
- 2007 Ambiguous Realities: Color Photographs by Dorothy Bohm, výstava v Ben Uri Gallery, Londýn
- 2007 Izrael v černé a bílé: Fotografie Dorothy Bohmové, výstava v Corman Arts, Londýn[18]
- 2010 A World Observed 1940–2010, velká retrospektiva, Manchester City Art Gallery. 24. dubna – 30. srpna.[7][19][20]
- 2010 Dorothy Bohm Vintage Photographs, výstava v Zoe Bingham Fine Art, Londýn.[21]
- 2011 A World Observed 1940–2010, velká retrospektiva, Sainsbury Center for Visual Arts, Norwich[19]
- 2012 Seeing and Feeling, Margaret Street Gallery, Londýn[22]
- 2016 Sixties London, Jewish Museum, Londýn[23]
- 2018–19 Little Happenings: Photographs of Children, V&amp;A Museum of Childhood, Londýn[24]
- 2019 – Květen a červen, Barevné fotografie Dorothy Bohmové a AVIVSON GALLERY V HIGHGATE, Londýn

### Skupinové
- 1978 Paris Seen, Graves Art Gallery, Sheffield.
- 1989 City Lights, Goldsmiths' College, Londýn[13]
- 2003 London Cultural Capital, The Photographers' Gallery, Londýn[13]
- 2007 How We Are: Fotografování Británie, Tate Britain, Londýn.[6]
- 2012 Another London: International Photographers Capture City Life 1930–1980, Tate Britain, Londýn[25]

## Stálé sbírky
- Victoria and Albert Museum (Londýn)[26]
- Tate Gallery (Londýn a jinde)
- Musée Carnavalet (Paříž)